# Salíhida
La dinastia salíhida o dels salíhides o dels Banu Salih (àrab: بنو صالح, Banū Ṣāliḥ) fou una nissaga que va governar inicialment a Tamasma i des de finals del segle viii a Nakur. va tenir fots lligams amb els omeies de Còrdova. Fou eliminada del poder el 971 encara que després del 999 segurament van tornar a governar fins al 1019 o 1020 abans d'exiliar-se definitivament a Màlaga.

## Llista d'emirs

### A Tamasma
- Sàlih ibn Mansur al-Himyarí (vers 705-709)
  - Dàwud ar-Rundí (709-710)
- Sàlih ibn Mansur al-Himyarí (vers 710-749, 2a vegada)
- Al-Mútassim ibn Sàlih (749-750)
- Idrís ibn Sàlih (750-760)

### A Nakur
- Saïd ibn Idrís (760-803)
- Sàlih ibn Saïd (803-864)
- Saïd ibn Sàlih (864-916)
- Idrís ibn Saïd (916-917)
  - Massala ibn Habus (917, general fatimita)
  - Dalul (917, governador fatimita)

### Sotmesos als omeies
- Sàlih ibn Saïd al-Yatim (917-921)
  - Massala ibn Habus (921, general fatimita)
- Sàlih ibn Saïd al-Yatim (921-927, 2a vegada)
- Abd-al-Badí al-Muàyyad ibn Sàlih (927-929)
  - Mussa ibn Abi-l-Àfiya (929, governador fatimita)
  - Derrocada (929-930)
- Abu-Ayyub Ismaïl (930-935)
  - Sàndal (935, general fatimita)
  - Marmazu (935-936, governador fatimita)
- Mussa al-Mútassim (936-941)
  - Àhmad (941-942, governador omeia)
- Abd-as-Samí ibn Júrthum (942-948/949)
- Júrthum ibn Ahmad ibn Ziyàdat-Al·lah (948/949-971)
  - Al-Hàssan ibn al-Qàssim Gannun (971-973, emir idríssida)
  - Ghàlib ibn Abd-ar-Rahman as-Siqlabí (973-979, general omeia)
  - Bulugguín ibn Ziri (fatimita) (vers 979-980, general i governador fatimita)
  - Muhàmmad ibn al-Khayr ibn Muhàmmad (979-985, governador omeia)
  - Al-Hàssan ibn al-Qàssim Gannun (985, emir idríssida, 2a vegada)
  - Muhàmmad ibn al-Khayr ibn Muhammad (985-986, governador omeia, 2a vegada)
  - Yaddu ibn Yala ibn Ifran (986-988, governador omeia)
  - Muqàtil ibn Atiyya (986-988/989, governador omeia)
  - Ziri ibn Atiyya (vers 989-998, governador omeia)
  - Wàdih (998-999, general omeia)
- salíhida o salihídes de nom desconegut 999-1019/1020
  - Yala ibn al-Futuh al-Azdají (inicia la dinastia azdàjida) 1019/1020 a 1084
  - Yússuf ibn Taixfín (dinastia almoràvida) 1084

## Genealogia
- Mansur
  - Sàlih
    - Idrís
      - Saïd
        - Idrís
          - Júrthum
            - Abd-as-Samí

        - Abd-ar-Rahman
          - Abd-al-Màlik
            - Abu-Ayyub Ismaïl

        - Sàlih
          - Saïd
            - Idrís
            - al-Mútassim
            - Sàlih

          - Abd-al-Badí
            - al-Muàyyad

        - Ziyàdat-Al·lah
          - Muhàmmad
            - Àhmad
              - Júrthum

    - al-Mútassim
      - Wakif
      - Kurra
        - Muhàmmad
          - al-Mútassim (ar-Rumí)
            - Mussa ibn Rumí